# Матов връх
Матов връх (на английски: Matov Peak) е връх в Земята Греъм, част на Антарктическия полуостров в Западна Антарктида. Надморската височина на върха е 1635 m.
Получава името си в чест на Христо Матов, водач на българското освободително движение в Македония.

## Местоположение и описание
Матов връх е покрит с лед, със стръмни и частично незаледени западни и южни склонове. Издига се в северозападното подножие на Платото Детройт на Брега Дейвис в Земята Греъм, заемаща северната, тясна част на Антарктическия полуостров. Намира се на 4,1 km южно от Харгрейв Хил, 16,26 km на юг-югоизток от Хавиланд Пойнт, 11,7 km югозападно от Волов връх, 15,95 km западно от Рида Ездимир и 24,2 km североизточно от Маунт Адер.
Географски координати на Матов връх: 64°02′54″ ю. ш. 60°07′15″ з. д. / 64.048333° ю. ш. 60.120833° з. д..

## Картографиране
Британско картографиране от 1978 година.